# Eddie Colman

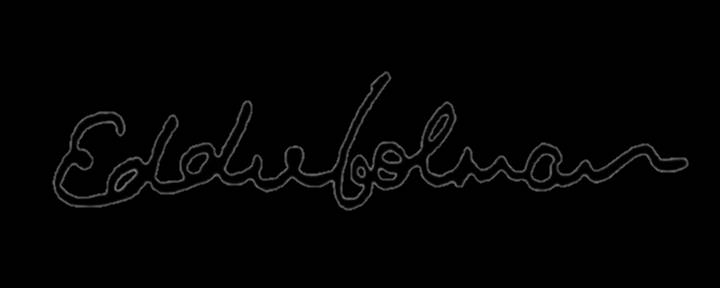
Assinatura de Eddie.

Edward Colman (Salford, 1 de novembro de 1936 – Munique, 6 de Fevereiro  de 1958) foi um futebolista inglês que atuava como meio-campo. Foi um dos 23 falecidos no Desastre aéreo de Munique.

## Carreira

### Início
Eddie nasceu e cresceu em um sobrado na rua Archie, no bairro de Ordsall, em Salford. Filho único do ex-jogador de futebol Richard "Dick" Colman e de sua esposa Elizabeth Colman, Eddie era descrito como sendo um rapaz bem humorado, gentil e divertido, embora fizesse muitas travessuras e fosse propenso a se meter em encrencas muitas vezes por isso.
Estudou na Ordsall School, e desde cedo mostrava excelente aptidão e na educação física, em especial no cricket e no futebol. Como não se interessava muito pelos estudos e só falava sobre futebol, diziam que ele era mais atleta do que estudante. Eddie chegou a ganhar um torneio de cricket local de arremesso mais rápido, tendo ganhado um bastão como prêmio. Aos 13 anos, passou a jogar futebol pelo Salford and Lancashire Boys, em 1949 e com 14 anos, já era capitão do seu time. Ficou no Salford até 1953, quando ingressou no United.

### Entrada no Manchester
Em uma partida de futebol pelo Salford and Lancashire Boys contra o Stockport Boys no ano de 1953, Eddie foi notado pelo técnico do United Matt Busby e seu auxiliar Jimmy Murphy. Bastou somente 10 minutos de observação para notarem que Eddie tinha talento, por sua rapidez, habilidade e visão de jogo, que os impressionaram bastante. Indicado por Busby, ainda em 1953 foi com seu avô Richard "Dick" Colman Sênior se inscrever no United, pagando uma taxa de 10 euros da inscrição. Eddie então entrou para a base do Manchester United em novembro de 1953, com 17 anos de idade.

### Manchester United

#### Base
Seu 1.º teste pelos Red Devils foi em um torneio amistoso internacional de clubes em maio de 1954. Foi junto com outros 15 jogadores da base para Zurique, na Suíça, onde disputaria o torneio com 4 times, sendo 3 clubes suíços e o United. No 1.º jogo, foi um empate sem gols contra o Young Fellows. No 2.º, uma vitória de 2–0 sobre o Berne Boys, com Eddie fazendo um dos gols. E o último, uma goleada de 4–0 contra o Red Star Zurich, com o craque da base, Duncan Edwards, fazendo um hat-trick. Após essa vitória, o United saiu campeão do torneio. Eddie ainda ganharia 3 Copas da Inglaterra Juniores seguidas em 1953–54–55 na base.

#### 1955-56
Após o sucesso na base, foi promovido ao time principal na temporada 1955–56, estreando em 12 novembro de 1955, aos 19 anos, na derrota por 3–1 para o Bolton Wanderers. Sua ascensão ao time principal foi tão meteórica, que colocou o então titular da posição, Jeff Whitefoot, no banco e passou a formar dupla com Duncan Edwards, que foi seu companheiro na base e já era uma das estrelas do time. Foi ainda campeão da Football League First Division (antigo nome da Premier League) na temporada. Eddie ganhou da imprensa da época os apelido de snakehips (quadril de cobra) e Marilyn Monroe of Manchester United, apelidos que ganhou  devido aos seus cabelos loiros, seu giro de corpo e sua facíl mobilidade para ultrapassar o adversário. Fez parte do time que teria a alcunha de Busby Babes, comandado pelo técnico Matt Busby, sendo este, considerado a 1.ª geração de grandes talentos do United, não só pelo futebol, mas pela lealdade, qualidade e capacidade de disputar praticamente uma final de competição por temporada.

#### 1956–57

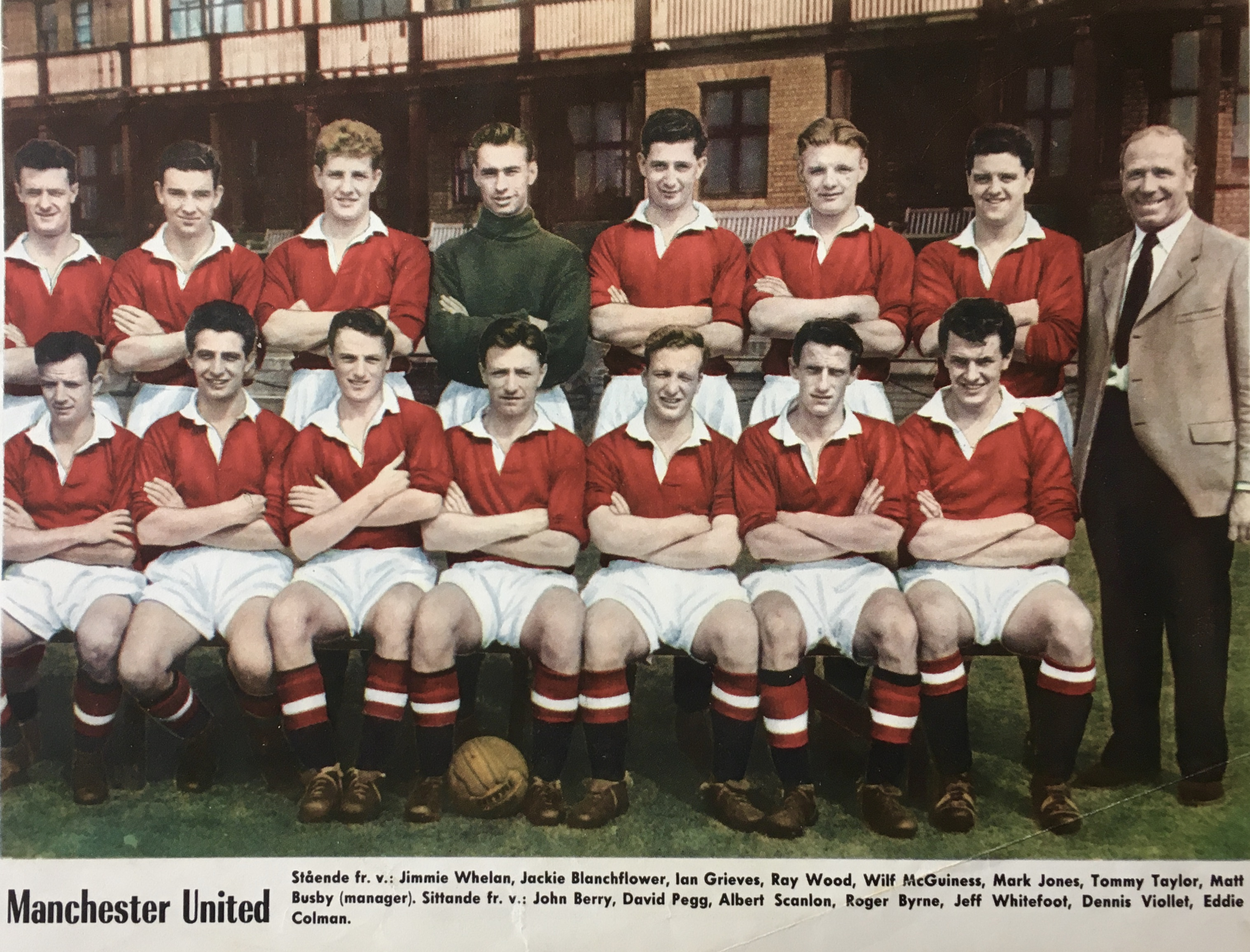
Foto do time do Manchester em 1957. (Eddie é o 5° sentado, da esquerda para direita)

Foi campeão da Supercopa Inglesa de 1956 ao ganhar o Derby de Manchester, em cima do City por 1 a 0.
Marcou seu 1.º gol com a camisa do United no dia 24 de novembro de 1956, no empate de 2–2 com o Tottenham Hotspur, válido pela Football League, no estádio White Hart Lane.
Conquistou o título da Football League novamente na temporada 1956–57. Foi também semifinalista da Taça dos Clubes Campeões Europeus de 1956–57, perdendo para o Real Madrid, que seria campeão da competição.[carece de fontes?] O United também chegou à final da Copa da Inglaterra nesse ano, mas acabou perdendo a final para o Aston Villa por 2–1.

#### 1957–58

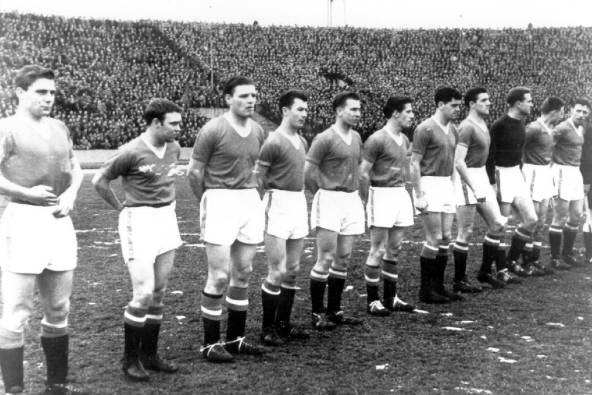
Os Busty Babes no dia 5 de fevereiro de 1958, na partida de volta da Taça dos Campeões de 1957–58 contra o Estrela Vermelha, sendo essa, sua última partida juntos antes da tragédia. Eddie é o 2° da esquerda para direita.

Mesmo sem atuar na partida, Eddie viu o United ganhar a 2a Supercopa seguida em 1957, em cima do Aston Villa, na goleada de 4–0.
Marcou seu 2.º e último gol pelo Manchester no dia 14 de janeiro de 1958, no jogo de ida das quartas de final da Taça dos Clubes Campeões Europeus, na vitória por 2–1 contra o Estrela Vermelha, no Old Trafford.
No jogo de volta da Taça dos Campeões contra o Estrela, foi um acirrado empate de 3–3, mas como o United havia ganhado o 1.º jogo, o placar no agregado ficou 5–4 para os Red Devils se classificando para a semifinal novamente, sendo esta seu último jogo. Como o acidente que vitimou Eddie e mais 8 jogadores foi no dia 6 de fevereiro, dia posterior à essa partida, acabou não vendo o United ser eliminado novamente na Taça dos Campeões pelo Milan. Também não viu mais um vice da Copa Inglesa, dessa vez para o Bolton Wanderers.

## Morte

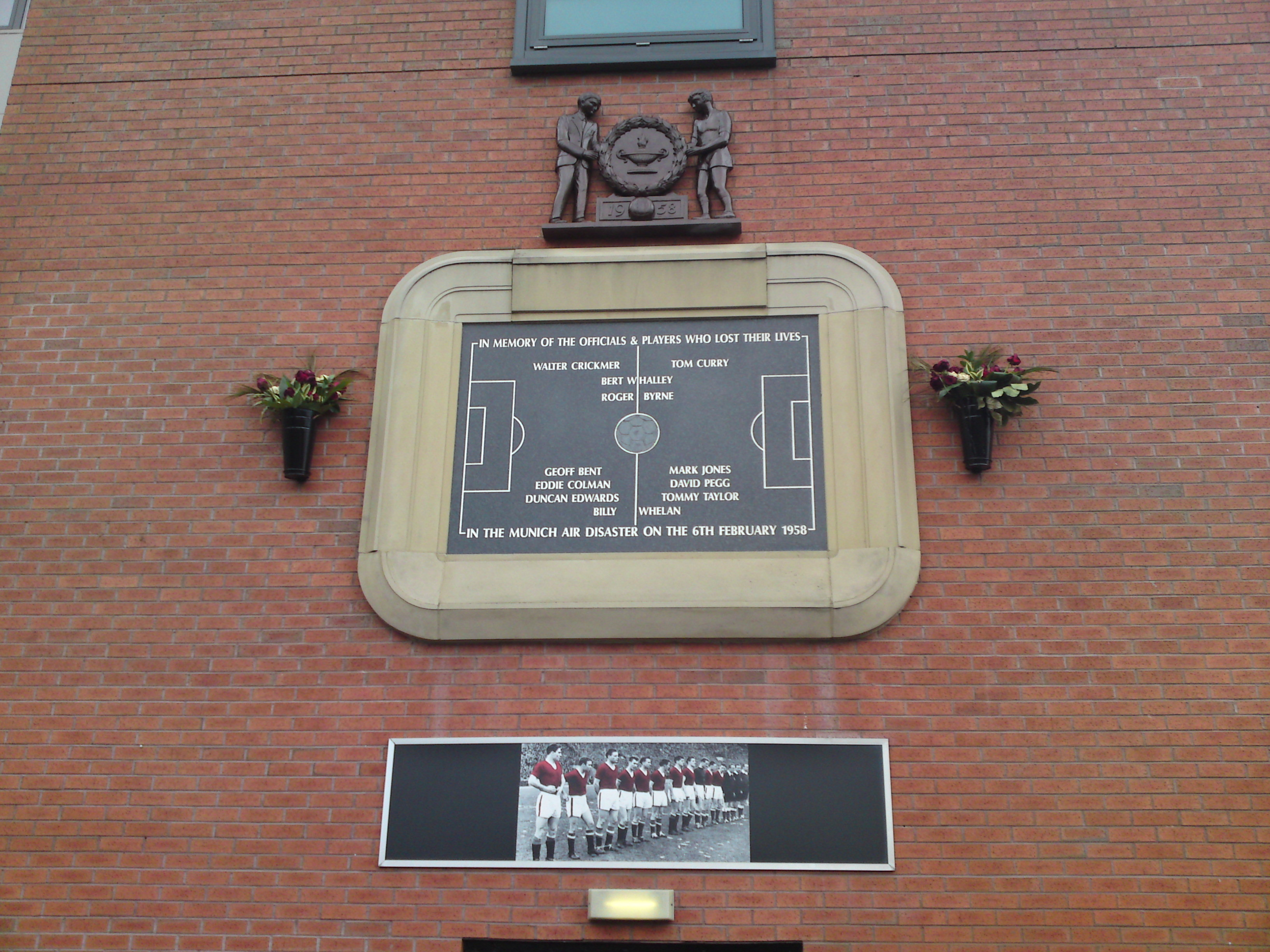
Placa em homenagem aos 8 jogadores do United falecidos no acidente

Jogou ao todo 108 partidas pelo Manchester United, marcando 2 gols. Eddie foi uma das 23 vítimas e um dos 8 jogadores do United mortos no trágico acidente aéreo em Munique, no dia 6 fevereiro de 1958. Com apenas 21 anos, era o mais novo dos 23 mortos no acidente. Como o jogo foi em Belgrado, na Sérvia, o United iria pegar o vôo era de retorno à Inglaterra. Mas devido à uma forte tempestade de neve, a decolagem foi atrapalhada por causa da neve ter entrado nas turbinas, e depois de 2 tentativas falhadas de levantar vôo, na 3° tentativa o avião decolou, mas acabou caindo e causando uma explosão. Depois da Tragédia, o United só ganharia outro título 7 anos depois.

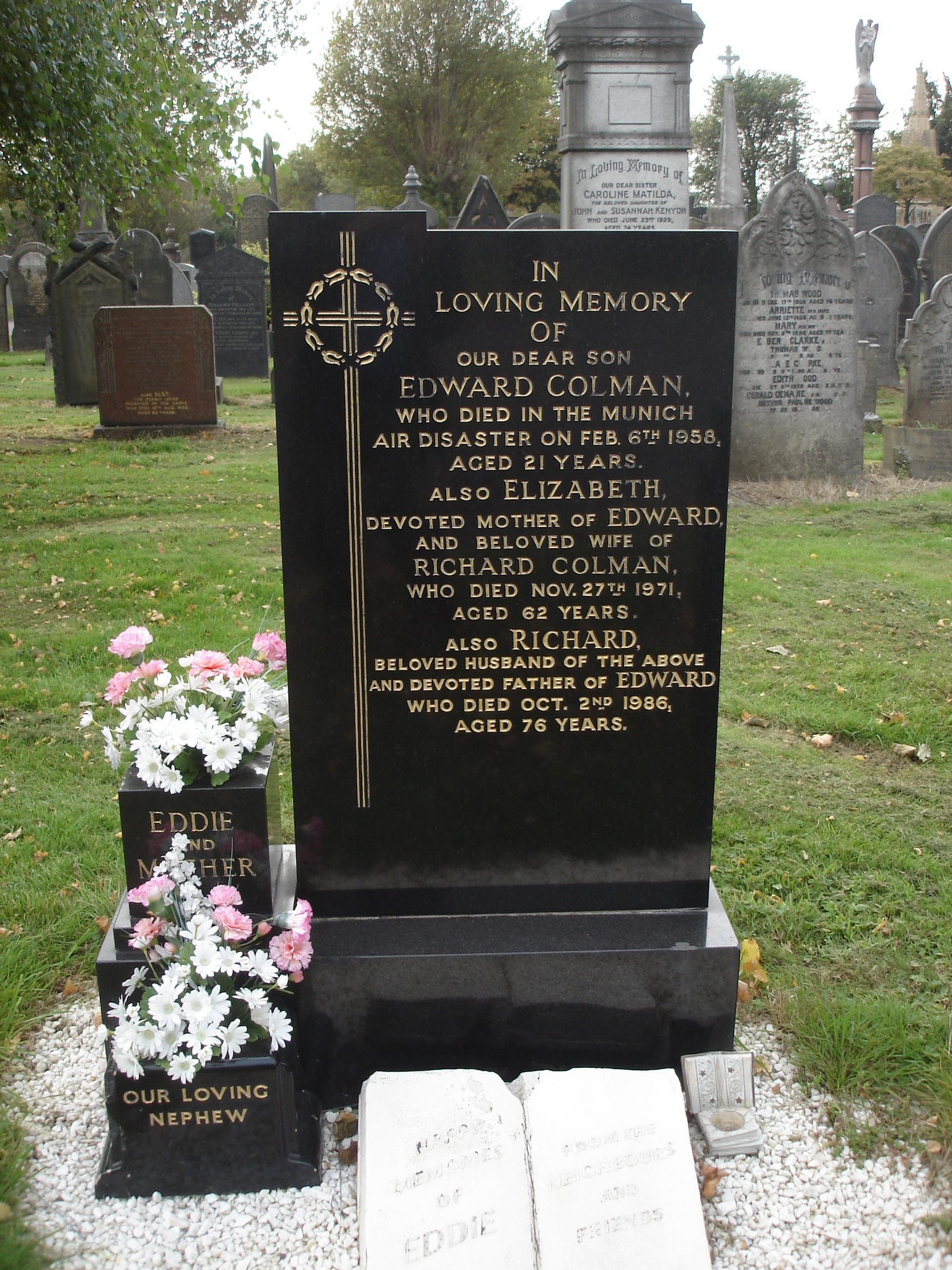
Túmulo de Eddie

Encontra-se sepultado junto com seus pais no cemitério Weaste, em Salford, na região metropolitana de Grande Manchester.
Um bloco de edifícios foi levantado na Universidade de Salford, em sua homenagem, sendo chamado de "John Lester and Eddie Colman Court", que se localiza perto do campus principal.
Uma estátua de Colman foi erguida ao lado de seu túmulo no cemitério de Weaste, em Salford, após sua morte, mas foi seriamente danificada por vândalos dentro de alguns anos e depois de ser reparada foi colocada na casa de seu pai.

## Estatísticas
Dados:
| Clube             | Temporada         | Campeonato nacional(a) | Campeonato nacional(a) | Copa nacional(b) | Copa nacional(b) | Competições continentais(c) | Competições continentais(c) | Outros torneios (d) | Outros torneios (d) | Total | Total |
| Clube             | Temporada         | Jogos                  | Gols                   | Jogos            | Gols             | Jogos                       | Gols                        | Jogos               | Gols                | Jogos | Gols  |
| ----------------- | ----------------- | ---------------------- | ---------------------- | ---------------- | ---------------- | --------------------------- | --------------------------- | ------------------- | ------------------- | ----- | ----- |
| Manchester United | 1955–56           | 25                     | 0                      | 1                | 0                | –                           | –                           | –                   | –                   | 26    | 0     |
| Manchester United | 1956–57           | 36                     | 1                      | 6                | 0                | 8                           | 0                           | 1                   | 0                   | 51    | 1     |
| Manchester United | 1957–58           | 24                     | 0                      | 2                | 0                | 5                           | 1                           | –                   | –                   | 31    | 1     |
| Total na carreira | Total na carreira | 85                     | 1                      | 10               | 0                | 13                          | 1                           | 1                   | 0                   | 108   | 2     |

a ^. Jogos do Campeonato Inglês
b ^. Jogos da Copa Inglesa
c ^. Jogos da Liga dos Campeões da UEFA
d ^. Jogos da Supercopa Inglesa

## Títulos

### Manchester United[17]

#### Base
- Copa Inglesa de Juniores: 1953, 1954 e 1955
- Torneio de Zurique: 1954

#### Profissional
- Campeonato Inglês: 1955–56 e 1957–58
- Supercopa da Inglaterra: 1956

### Campanhas de Destaque
- Semifinalista da Copa da Inglaterra de 1956–57
- Semifinalista da Taça dos Clubes Campeões Europeus de 1956–57